# Caltanissetta
Caltanissetta là một thành phố và cộng đồng (comune) tỉnh lỵ tỉnh Caltanissetta trong vùng Sicilia miền nam nước Ý. Thành phố nằm trên một ngọn đồi có sông Salso chảy qua. Đây là một trung tâm giao thông của khu vực.
Đô thị Caltanissetta có diện tích ki lô mét vuông, dân số thời điểm năm 2004 là 60.692 người.
Đô thị này có các đơn vị dân cư (frazioni) sau:
Các đô thị giáp ranh: 